# 张弥 (后赵)
张弥，字巨秦，汲郡（今河南省卫辉市西南）人，西晋、十六国人物。
晋怀帝永嘉年间，他和梁巨戍守武德城。石勒攻打武德城，城破，张弥按惯例要坑杀。他大呼道：“长官抓到活的健儿，为什么要杀死呢。”石勒问他凭什么自称健儿。他说自己在西城上大声督战，戒备森严。石勒于是赦免了他。后来他在后赵官至牙门将。336年，石虎派张弥到洛阳取钟虡、九龙、翁仲、铜驼、飞廉到邺城。